# Poland (Tangerine Dream)
Poland is een livealbum van Tangerine Dream. TD wachtte een koud onthaal bij de uitvoering van dit album. Het kostte de band, die al eerder optrad in Oost-Berlijn, een jaar om de benodigde papieren rond te krijgen om een tweetal optredens te verzorgen in Polen. De communistische partij van Polen beschouwde de band als politiek geëngageerd, terwijl de band dat zelf niet vond. Bovendien kon van opruiende teksten geen sprake zijn; de muziek van TD was toen instrumentaal. Toen het eenmaal zover was en opnamen gepland waren voor een tweetal concerten in het ijsstadion  Warschau bleken de omstandigheden en weergoden de band ongunstig. Het was ijzig koud, toen de band haar optreden verzorgde. Poland is het eerste resultaat uit The Blue Years van de band (Jive Records had als hoofdkleur blauw).
Van het album bestaan talloze versies, waarbij sommige delen van het concert zijn weggelaten, dan wel ingekort. Er zijn twee uitvoeringen met de totale vier stukken: Jive Records 828638 en Relativity 88561-8045-2. De te spelen stukken bestonden uit grotendeels nieuw materiaal met slechts af en toe arrangementen van reeds eerder uitgevoerd en opgenomen werk, al dan niet geïmproviseerd. Een techniek die TD reeds lange tijd bezigde. Onderdelen van onderstaande stukken verschenen dus ook weer bij latere concerten onder andere namen. Poland is het laatste album, waarbij de stukken relatief lang zijn. 

## Musici
- Christopher Franke, Edgar Froese, Johannes Schmoelling – synthesizers, elektronica

## Muziek
| Nr. | Titel  | Duur  |
| --- | ------ | ----- |
| 1.  | Poland | 22:36 |

| Nr. | Titel   | Duur  |
| --- | ------- | ----- |
| 1.  | Tangent | 19:59 |

| Nr. | Titel     | Duur  |
| --- | --------- | ----- |
| 1.  | Barbakane | 18:04 |

| Nr. | Titel   | Duur  |
| --- | ------- | ----- |
| 1.  | Horizon | 21:10 |

Het tweede segment van Barbakane verscheen als Warsaw in the sun als single. Het album stond 1 week genoteerd in de Britse albumlijst (10 november 1994, plaats 90); de single 1 week in dito singlelijst (plaats 96)